# (10218) Bierstadt
(10218) Bierstadt (1997 SJ23) – planetoida z grupy pasa głównego asteroid okrążająca Słońce w ciągu 3,71 lat w średniej odległości 2,4 j.a. Odkryta 29 września 1997 roku.